# Kajmanteju
Kajmanteju (Dracaena guianensis) är en ödla som hör till familjen tejuödlor. Den förekommer i nordöstra Sydamerika. Artepitet i det vetenskapliga namnet syftar på fyndplatsen av typexemplaret i Franska Guyana.

## Kännetecken
Kajmanödlan har en grönaktig eller brunaktig kropp. På sidorna finns fläckar i gulaktigt eller gulvitt. Hanen och honan skiljer sig åt till utseendet genom att hanen har inslag av orange och svart på halsen, till skillnad från honan som har grå hals. Som fullvuxen når den en längd på omkring 90–110 centimeter och arten hör därmed till de större tejuödlorna. 

## Utbredning
Utbredningsområdet sträcker sig främst över Amazonområdet i Brasilien samt fram tilla Franska Guyana och södra Colombia, östra Ecuador samt östra Peru. Arten lever i fuktiga skogar och i träskmarker. Kajmanteju besöker ibland människans samhällen.

## Levnadssätt
Denna ödlas levnadssätt är ännu inte särskilt ingående studerat, men ett beteende som arten är uppmärksammad för är att den ofta dyker i grundare vattendrag och vattenansamlingar efter vattensnäckor. Ödlan krossar skalen med sina tänder för att komma åt djuren inuti. Arten har även andra ryggradslösa djur och ägg som föda. Honor lägger ägg.

## Hot
Några exemplar jagas för köttets och hudens skull. Hela populationen anses vara stor. IUCN listar arten som livskraftig (LC).